# 库仑定律
本条目中，向量與标量分別用粗體與斜體顯示。例如，位置向量通常用 {\displaystyle \mathbf {r} \,\!} 表示；而其大小則用 {\displaystyle r\,\!} 來表示。檢驗變數或場變數的標記的後面沒有單撇號「{\displaystyle '\,\!}」；源變數的標記的後面有單撇號「{\displaystyle '\,\!}」。

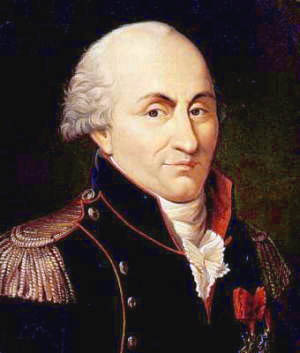
查尔斯·库仑的肖像

库仑定律（Coulomb's law）为法国物理学家查尔斯·库仑於1785年发现的物理学定律；库仑证明两带电体间有相互作用力，且其定量关系可以方程表示。库仑定律是电学发展史上的第一个定量规律，电学的研究从此由定性进入定量阶段，是电学史上重要里程碑。
庫侖定律表明，在真空中两个静止点电荷之间的相互作用力，即静电力（electrostatic force）或电力（electric force），与两电荷间距离的平方成反比，且与两电荷电量的乘积成正比，作用力方向在它们的连线上，同号电荷相斥，异号电荷相吸。库仑定律的標量形式可以表示為
{\displaystyle F=k_{e}{qq' \over r^{2}}}；
其中，{\displaystyle F}是作用力，{\displaystyle k_{e}}是庫侖常數，{\displaystyle q}與{\displaystyle q'}為兩個帶有正負號的電荷，{\displaystyle r}是兩個電荷彼此之間的距離。
在真空中，庫倫定律可以表達為
{\displaystyle F={qq' \over 4\pi \varepsilon _{0}r^{2}}}；
其中，{\displaystyle \varepsilon _{0}}為真空的電容率。

## 发现过程及地位

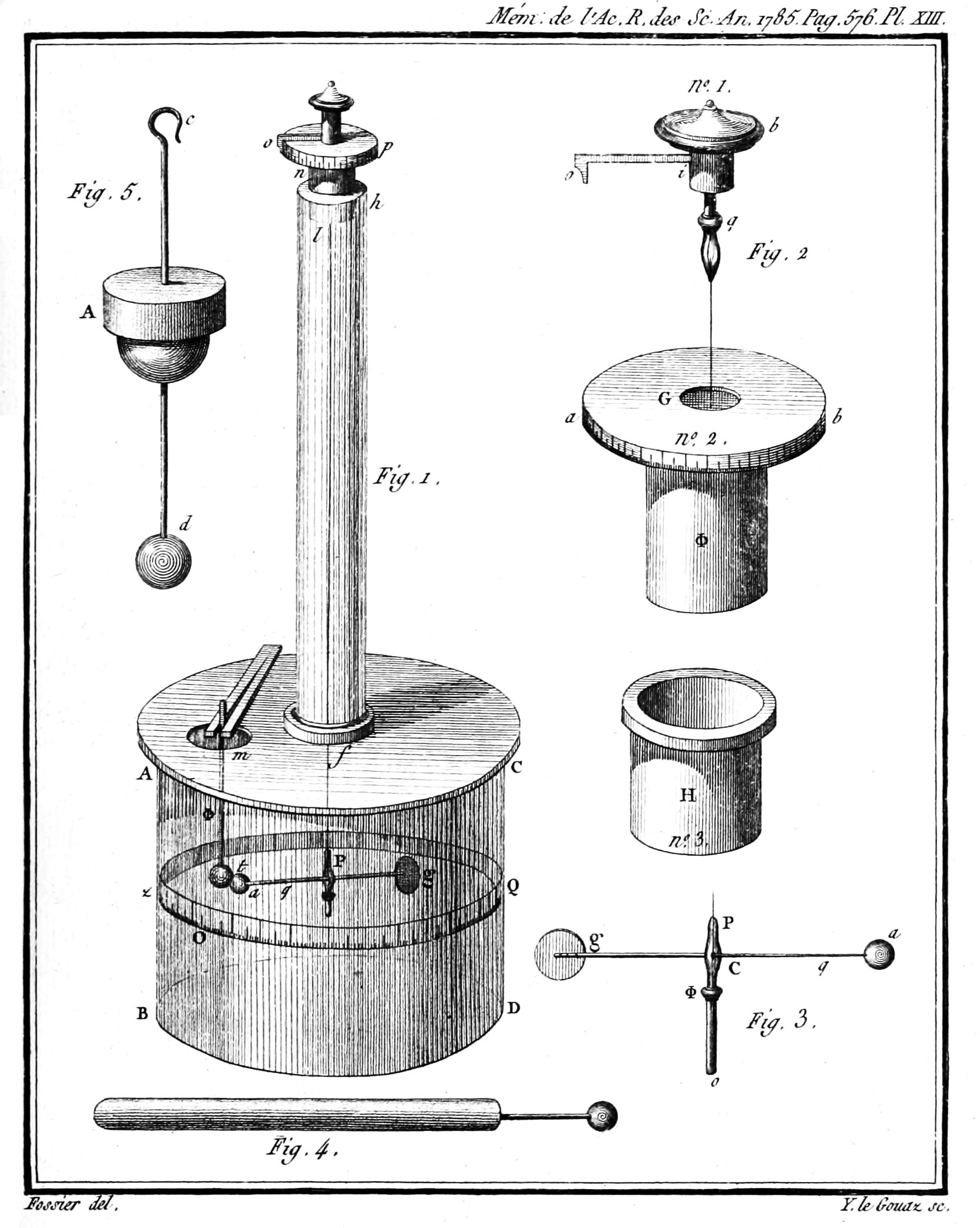
库仑扭秤（torsion balance）示意圖。庫侖使用扭秤來測量兩個點電荷彼此互相作用的靜電力，因此發現庫侖定律。

早在1760年，丹尼爾·伯努利就曾懷疑靜電的吸引行為遵循平方反比定律。:51
1766年，英格兰化学家和物理学家约瑟夫·普利斯特里收到好友班杰明·富兰克林來信告知他的一項新發現：將軟木塞球置入帶電金屬杯內部後，軟木塞球不會出現任何異樣行為。富蘭克林希望普利斯特里重複做這實驗以檢試這事實是否正確。因此，普利斯特里設計出並完成了一個實驗，該實驗顯示，帶電空心金屬容器的內部表面並未帶有任何電荷，測量不出任何靜電力。他於是在隔年發布推論，电荷之间的相互作用力具有类似于万有引力的平方反比形式，這是因為，假若地球的形狀是一個空心球殼，則在其內部的物體不會感受到一邊的吸引力強過於另一邊地吸引力。:731-733:99-100
苏格兰物理学家约翰·罗比逊於1769年首次通过实验直接觀測到，两个带电球体彼此之间作用於對方的物理行為，他发现，两个带电球体之间的作用力与它们之间距离的2.06次方成反比。很可惜的是，罗比逊並未察覺這發現的重要性。:100-101
1770年代早期，著名英国物理学家亨利·卡文迪什通过巧妙的实验，得出了带电体之间的作用力依赖于带电量与距离，并得出静电力与距离的{\displaystyle 2\pm {\frac {1}{50}}}次方成反比，只是卡文迪什没有公布这个结果。
后来，麦克斯韦利用与卡文迪什类似的方法，得出静电力与距离的{\displaystyle 2\pm {\frac {1}{21600}}}次方成反比的结果。
库仑定律是电学的基本定律，其中平方反比关系是否精确成立尤其重要，而根据现代量子场论，静电力的平方反比关系是与光子的静质量是否精确为零相关的，所以，对静电力的平方反比关系的精确验证，关系着现代物理学基本理论的基础。当前对库仑定律平方反比关系的验证越来越精确，如1971年进行的一次实验，给出库仑定律与平方反比关系的偏差小于{\displaystyle 2.7\times 10^{-16}}。

## 純量形式

该图描述了库仑定律的基本原理：同号电荷相互排斥，异号电荷相互吸引。

庫侖定律的純量形式只描述兩個點電荷彼此相互作用的静電力的大小。一个電量為{\displaystyle q'}的點電荷作用於另一個電量為{\displaystyle q}的點電荷，其静電力{\displaystyle F}的大小，可以用方程式表達為：
{\displaystyle F=k_{\mathrm {e} }{\frac {qq'}{r^{2}}}}，
其中，{\displaystyle r}是兩個點電荷之間的距離，{\displaystyle k_{\mathrm {e} }}是庫侖常數。
庫侖常數與真空電容率的關係方程式為
{\displaystyle {\begin{aligned}k_{\text{e}}={\frac {1}{4\pi \varepsilon _{0}}}={\frac {c_{0}^{2}\mu _{0}}{4\pi }}&=c_{0}^{2}\times 10^{-7}\ \mathrm {H\ m} ^{-1}\\&=8.987\ 551\ 787\ 368\ 176\ 4\times 10^{9}\ \mathrm {N\ m^{2}\ C} ^{-2}.\end{aligned}}}
正值的{\displaystyle F}表示排斥力；而負值則表示牽引力。
採用國際單位制，真空電容率{\displaystyle \epsilon _{0}}的值是{\displaystyle 8.854\ 187\ 817\times 10^{-12}} F·m−1。採用厘米-克-秒制，單位電荷（esu），又稱為靜庫侖（statcoulomb），定義為使庫侖常數{\displaystyle k_{\mathrm {e} }}為1的數值。
庫侖定律的純量公式表明，力量的大小直接地與兩個點電荷的電量成正比，又與兩個點電荷之間距離的平方成反比。根據實驗數據，距離的指數，與{\displaystyle -2}的偏差，低於十億分之一。

## 向量形式
給予兩個電量分別為{\displaystyle q}、{\displaystyle q'}，位置分別為{\displaystyle \mathbf {r} }、{\displaystyle \mathbf {r} '}的點電荷。為了要得到點電荷{\displaystyle q'}作用於點電荷{\displaystyle q}的力量{\displaystyle \mathbf {F} }的大小與方向，必須使用庫侖定律的向量形式：
{\displaystyle \mathbf {F} ={\cfrac {1}{4\pi \epsilon _{0}}}{\cfrac {qq'\ (\mathbf {r} -\mathbf {r} ')}{|\mathbf {r} -\mathbf {r} '|^{3}}}}。
假若兩個點電荷同性（電荷的正負號相同），則其電量的乘積{\displaystyle qq'}是正值，兩個點電荷互相排斥。反之，假若兩個點電荷異性（電荷的正負號相反），則其電量的乘積{\displaystyle qq'}是負值，兩個點電荷互相吸引。

### 電場
根據勞侖茲力定律，
{\displaystyle \mathbf {F} =q[\mathbf {E} +\mathbf {v} \times \mathbf {B} ]}。
其中，{\displaystyle \mathbf {F} }是勞侖茲力，{\displaystyle \mathbf {E} }是電場，{\displaystyle \mathbf {v} }是電荷的運動速度，{\displaystyle \mathbf {B} }是磁場。
假設，電荷靜止不動：
{\displaystyle \mathbf {v} =0}，
則{\displaystyle \mathbf {F} =q\mathbf {E} }。
所以，一個電量為{\displaystyle q'}，位置為{\displaystyle \mathbf {r} '}的點電荷，所產生的電場{\displaystyle \mathbf {E} }在位置{\displaystyle \mathbf {r} }為
{\displaystyle \mathbf {E} ={1 \over 4\pi \epsilon _{0}}{\frac {q'\ (\mathbf {r} -\mathbf {r} ')}{|\mathbf {r} -\mathbf {r} '|^{3}}}}。
假若電荷是正值，電場的方向是從點電荷以徑向朝外指出；假若是負值，則電場的方向是反方向。電場的單位是V/m或N/C。

### 離散電荷系統
由{\displaystyle N}個點電荷所組成的一個系統，其作用於一個電量為{\displaystyle q}，位置為{\displaystyle \mathbf {r} }的檢驗電荷的靜電力，可以用疊加原理來計算：
{\displaystyle \mathbf {F} ={\cfrac {q}{4\pi \epsilon _{0}}}\sum _{i=1}^{N}{\cfrac {q_{i}'\ (\mathbf {r} -\mathbf {r} _{i}')}{|\mathbf {r} -\mathbf {r} _{i}'|^{3}}}}；
其中，{\displaystyle q_{i}'}和{\displaystyle \mathbf {r} _{i}'}分別是第{\displaystyle i}個點電荷的電量和位置。

### 連續電荷分佈
對於一個連續電荷分佈，我們可以將每一個無窮小的空間元素視為一個電量為{\displaystyle dq}的點電荷，做無限求和。這程序等價於連續電荷分佈的區域積分。
線電荷分佈（例如，一根帶電的直線）的電量為
{\displaystyle dq'=\lambda (\mathbf {r^{\prime }} )dl^{\prime }}；
其中，{\displaystyle \lambda (\mathbf {r^{\prime }} )}是位於{\displaystyle \mathbf {r^{\prime }} }的線電荷密度（每單位長度所帶的電量），{\displaystyle dl^{\prime }}是一個無窮小線元素。
表面電荷分佈（例如，兩平行金屬板電容器的一片帶電的金屬板）的電量為
{\displaystyle dq'=\sigma (\mathbf {r^{\prime }} )da^{\prime }}；
其中，{\displaystyle \sigma (\mathbf {r^{\prime }} )}是位於{\displaystyle \mathbf {r^{\prime }} }的面電荷密度（每單位面積所帶的電量），{\displaystyle da^{\prime }}是一個無窮小面積元素。
體積電荷分佈（例如，一個帶電的圓球）的電量為
{\displaystyle dq'=\rho (\mathbf {r^{\prime }} )d\tau ^{\prime }}；
其中，{\displaystyle \rho (\mathbf {r^{\prime }} )}是位於{\displaystyle \mathbf {r^{\prime }} }的體電荷密度（每單位體積所帶的電量），{\displaystyle d\tau ^{\prime }}是一個無窮小體積元素。
作用於一個電量為{\displaystyle q}的檢驗電荷的靜電力{\displaystyle \mathbf {F} }，可以表達為
{\displaystyle \mathbf {F} (\mathbf {r} )=q\int dq'\ {\frac {\mathbf {r} -\mathbf {r} ^{\prime }}{|\mathbf {r} -\mathbf {r} ^{\prime }|^{3}}}}。
其中，{\displaystyle \mathbf {r} }是檢驗電荷的位置，{\displaystyle dq'}是位於{\displaystyle \mathbf {r} ^{\prime }}的無窮小電荷元素。

## 靜電近似
在上述兩種表述裏，只有當點電荷是處於固定狀態的時候，庫侖定律才是完全正確的；假若點電荷處於緩慢的運動狀態，則只能說庫侖定律是大概正確。這條件稱為靜電近似。當幾個點電荷處於相對運動狀態的時候，根據愛因斯坦的相對論，會有磁場產生，這連帶地改變了作用於點電荷的力量。

## 物理量表格
| 作用力 |
| --- |
| {\displaystyle \mathbf {F} ={1 \over 4\pi \epsilon _{0}}{\cfrac {qq'\ (\mathbf {r} -\mathbf {r} ')}{\|\mathbf {r} -\mathbf {r} '\|^{3}}}} |

| 電場 |
| --- |
| {\displaystyle \mathbf {E} ={1 \over 4\pi \epsilon _{0}}{\cfrac {q'\ (\mathbf {r} -\mathbf {r} ')}{\|\mathbf {r} -\mathbf {r} '\|^{3}}}} |

| 電勢能                                                                                   |
| ---------------------------------------------------------------------------------------- |
| {\displaystyle U={1 \over 4\pi \epsilon _{0}}{qq' \over \|\mathbf {r} -\mathbf {r} '\|}} |

| 電勢                                                                                    |
| --------------------------------------------------------------------------------------- |
| {\displaystyle V={1 \over 4\pi \epsilon _{0}}{q' \over \|\mathbf {r} -\mathbf {r} '\|}} |

## 參閱
- 鏡像法
- 庫侖
- 电磁学
- 电场
- 物理学定律列表